# Norberto Costa Alegre
Norberto Costa Alegre é um político são-tomense. Durante 1992 e 1994, foi primeiro-ministro de São Tomé e Príncipe representando o Partido de Convergência Democrática-Grupa de Reflexão.

## Carreira política
Em 1990, concorreu ao Grupo de Reflexão do Partido da Convergência Democrática (PCD-GR). No governo Daniel Daio , foi ministro da Fazenda e da Economia. Tornou-se Primeiro-Ministro, cargo que ocupou desde 16 de Maio de 1992 até à sua destituição pelo Presidente em 2 de Julho de 1994. Foi sucedido pelo antigo Ministro da Defesa Evaristo Carvalho. Posteriormente, concorreu ao parlamento pelo círculo eleitoral de Água Grande, onde fica a capital do país, São Tomé.